# St. Martin (Gablingen)

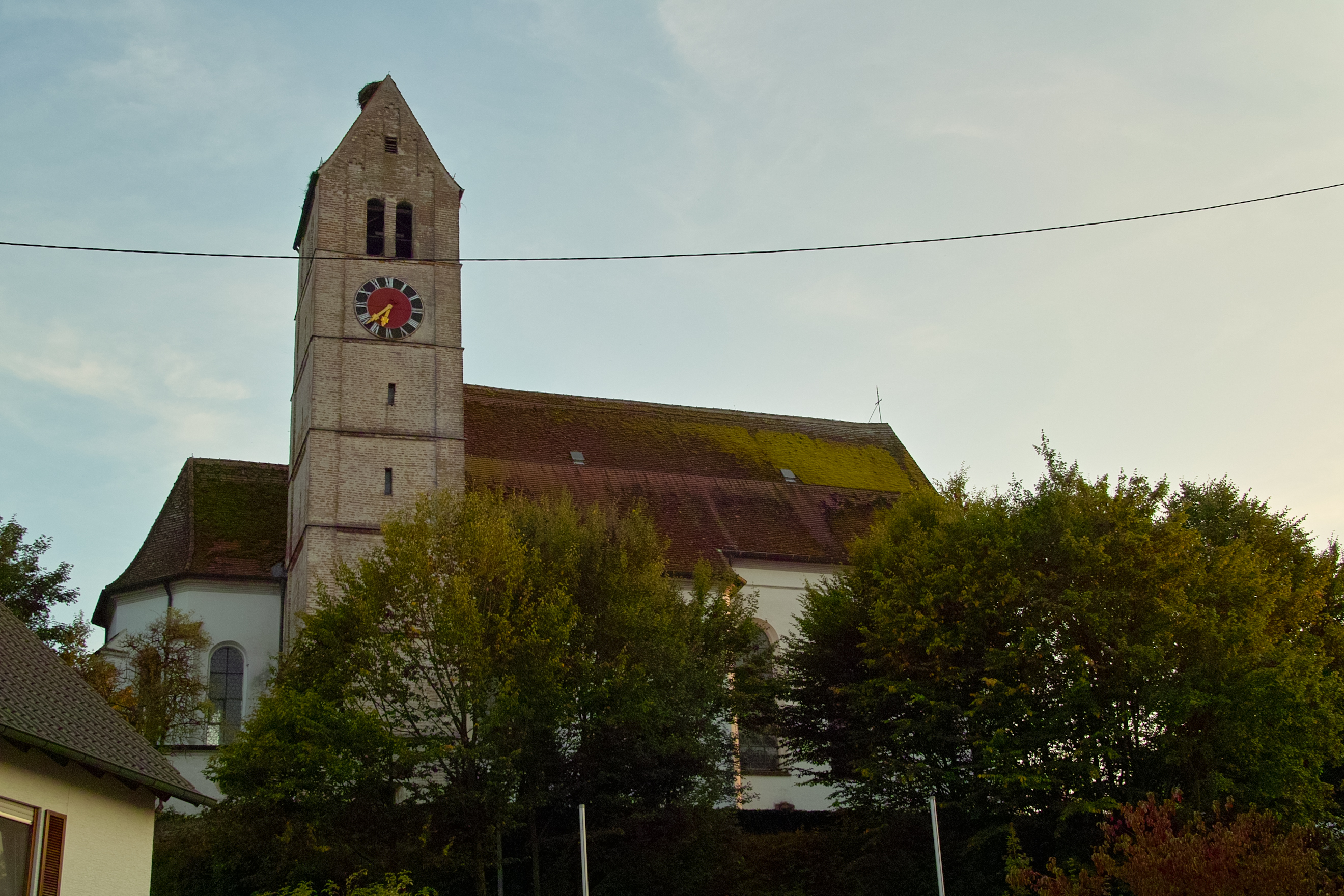
Kirche St. Martin in Gablingen

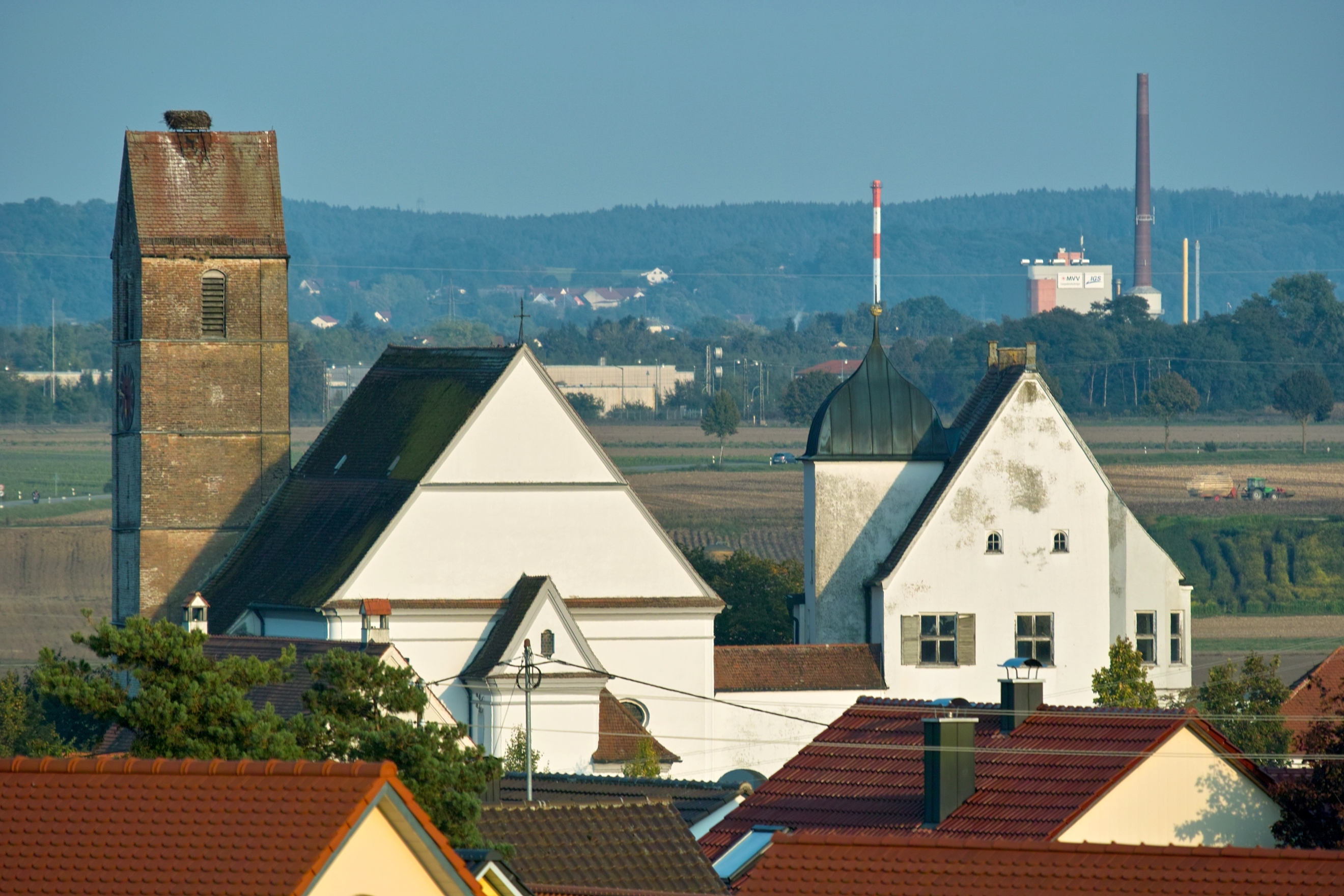
St. Martin mit Verbindung zum Fuggerschloss von Westen

Die römisch-katholische Pfarrkirche St. Martin steht in Gablingen, einer Gemeinde im bayerischen Landkreis Augsburg und ist als Baudenkmal in die Bayerische Denkmalliste eingetragen.

## Geschichte
Das Patrozinium des fränkischen Reichsheiligen Martin von Tours der Kirche reicht möglicherweise bis in das 9. Jahrhundert zurück. Daneben weist auch die Kirche von Batzenhofen dieses Patrozinium auf, der in der Hirblinger Urmark eine Sonderstellung zukam. Der Patronatsrecht oder Kirchensatz gehörte im 14. bis 15. Jahrhundert den Marschallen von Biberbach. Durch Verkauf der Herrschaft Gablingen durch Sebastian von Knöringen 1527 an Raymund Fugger fiel die Lehenschaft an die Familie Fugger. Sie hatten weiter das Recht den Kirchenpfleger und Pfarrer selbst zu bestimmen. Anfang des 18. Jahrhunderts begannen Bestrebungen, das gotische Kirchengebäude zu erneuern und zu vergrößern. 
Die heutige Kirche wurde in den Jahren 1734 bis 1738 von dem Wessobrunner Baumeister Joseph Schmuzer im Stil des Barock an Stelle des gotischen Vorgängerbaus errichtet. Anlass für den Neubau war der Tod des Grafen Maximilian Fugger im Jahr 1717. Auf seinem Sterbebett stiftete er die Mittel für den Bau einer neuen Kirche in Gablingen, um so im Jenseits sein Seelenheil finden zu können. Schmuzer, der zuvor beim Wiederaufbau der Klosterkirche von Ettal sein Talent unter Beweis gestellt hatte, integrierte beim Neubau der Kirche wesentliche Teile des Vorgängerbaus. Im Chorraum treten deutlich die gotische Elemente der ersten Pfarrkirche hervor. Auch der alte Turm mit seinem markanten Satteldach blieb stehen. Der Dachstuhl fertigte von dem Zimmermeister Georg Höck aus Deubach. 
1907/08 wurde die Kirche gründlich erneuert und eine Vorhalle angebaut.

## Ausstattung

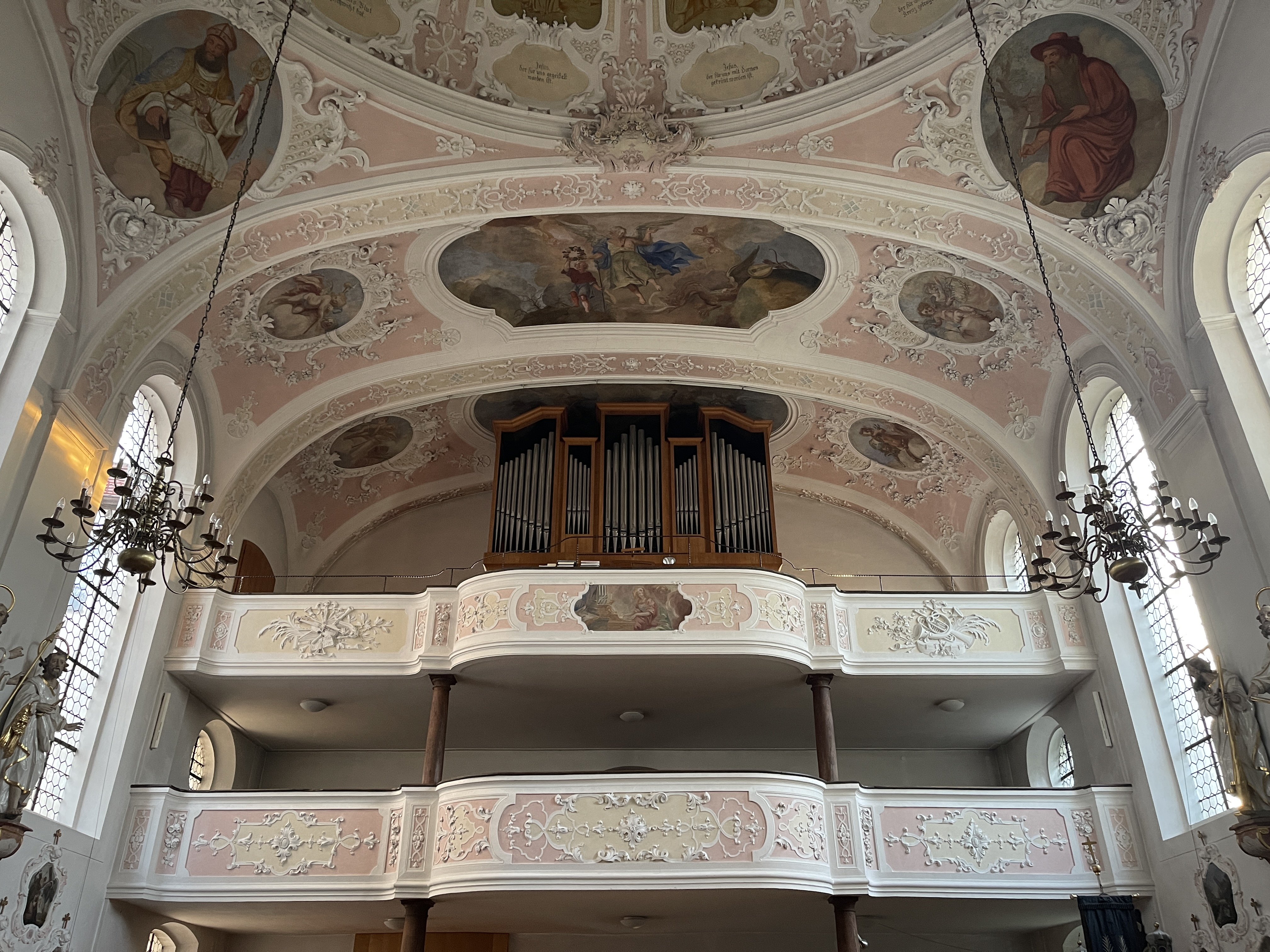
Orgelempore

Mit der Ausgestaltung des Innenraums wurde der Augsburger Maler Johann Georg Lederer beauftragt. Dessen Deckengemälde wurde jedoch 1864 im Zuge von Renovierungsarbeiten durch ein Werk von Liberat Hundertpfund aus Augsburg ersetzt. Bei der Erneuerung von 1907/08 wurde zudem des Kuppelbild übermalt und neu stuckiert. Der Hochaltar zeigt eine Kreuzigungsgruppe und die Seitenaltäre die Figuren der Muttergottes mit Kind und des Hl. Martin. Die Kanzel fertigte 1740 der Kistler Johann Konrad Rist aus Hainhofen. Die beiden Altäre in den Querrahmen stammen aus der Erbauerzeit und zeigen die Darstellung des Hl. Antonius und des Hl. Sebastian. Die Orgel verfügt über 22 Register und  wurde 1973 von der Firma Maximilian Offner aus Augsburg erbaut.

## Umgebung
Unmittelbar neben der Kirche befindet sich verbunden durch einen gemauerten Übergang das Fuggerschloss, dem ehemaligen Sitz der Fuggerschen Herrschaft Gablingen. Nordwestlich der Kirche steht eine kleine Kerkerkapelle mit rechteckigen Grundriss und Flachkuppel aus der Zeit um 1740. Unterhalb des Kirchplatzes liegt der Pfarrhof. Das Gebäude ist ein zweigeschossiger Massivbau mit Satteldach und umlaufenden Sockel und wurde laut einem Dokument von 1681 von Grund auf erneuert. Die Baukosten beliefen sich damals auf 673 fl. Ein Stadel wurde um 1730 angebaut. 